# Osvaldo Lourenço Filho
Osvaldo Lourenço Filho (* 11. April 1987 in Fortaleza) ist ein brasilianischer Fußballspieler. Der Rechtsfuß wird auf der rechten oder linken Seite im Angriff eingesetzt.

## Karriere

### Verein
Osvaldo ist ein Spieler, welcher seine Laufbahn beim Fortaleza EC begann. Hier bestritt er sein erstes Spiel als Profi, als er 5. November 2006 in der Série A im Spiel gegen den Goiás EC in der 72. Minute eingewechselt wurde. Im Zuge seiner zahlreichen Wechsel spielte Osvaldo für kurze Zeit auch in Portugal bei Sporting Braga. Ende Mai 2017 wechselte Osvaldo vom Fluminense FC zu Sport Recife. Der Vertrag erhielt eine Laufzeit bis Jahresende. Nachdem Sport zum Saisonende einen Trainerwechsel durchführt wurde, gab der Klub bekannt, dass der Vertrag mit Osvaldo nicht verlängert wird. Nach einem Zwischenspiel bei seinem ersten Profiklub Fortaleza Anfang 2018, wechselte Osvaldo Ende Mai 2018 nach Thailand zu Buriram United. Nach 16 Einsätzen (zwei Tore) am Saisonende konnte er mit dem Klub die Meisterschaft 2018 feiern. Anfang 2019 ging er zu seinem ehemaligen Verein Fortaleza EC zurück. Der Vertrag erhielt eine Laufzeit bis Ende 2021.
Zur Saison 2022 wurde Osvaldo von CS Alagoano verpflichtet. In dem Klub konnte er sich als Stammspieler etablieren. In der Série B 2022 bestritt er 33 vom 38 möglichen Spielen (zwei Tore). Nachdem der Kontrakt bis zum Ende der Série B im November befristet war, unterzeichnete der Spieler für 2023 beim EC Vitória. Auch hier erfolgte eine Befristung bis zum Ende der Série B 2023. In dieser konnte der Klub die Meisterschaft und den Aufstieg in die Série A 2024 feiern. Osvaldo bestritt dabei 31 von 38 möglichen Spielen (fünf Tore).

### Nationalmannschaft
Mit der Nationalmannschaft durfte er zwei Spiele bestreiten. Sein Debüt gab er am 6. April 2013 im Freundschaftsspiel gegen Bolivien. In dem Spiel wurde Osvaldo für Neymar eingewechselt. Das Spiel wurde zu Ehren des 50. Jahrestages des bolivianischen Titel der Südamerika-Meisterschaft von 1963 und zum Nutzen der Familie von Kevin Beltran Espada. Einem bolivianischen Fan, der am 20. Februar 2013 bei einem Spiel in der Copa Libertadores zwischen den Klubs Club San José und SC Corinthians verstarb, nachdem dieser durch eine Rakete getroffen wurde.
Sein zweites Spiel für die Seleção bestritt Osvaldo am 24. April 2013 im Freundschaftsspiel in Belo Horizonte gegen Chile. Hier kam er für Jádson ins Spiel.

## Erfolge
Fortaleza
- Staatsmeisterschaft von Ceará: 2007, 2008, 2019, 2020, 2021
- Copa do Nordeste: 2019

Al-Ahli Dubai
- UAE Arabian Gulf League: 2008/09

Ceará
- Staatsmeisterschaft von Ceará: 2011

São Paulo
- Copa Sudamericana: 2012

Al Ahli
- Saudi Crown Prince Cup: 2014/15

Fluminense
- Primeira Liga do Brasil: 2016

Buriram
- Thai League: 2018
- Thailand Champions Cup: 2019

Vitória
- Série B: 2023
- Staatsmeisterschaft von Bahia: 2024